# Oblast de Amur
O Oblast de Amur é uma divisão federal da Federação da Rússia. Recebeu os primeiros colonos russos no século XVII.
O oblast foi criado em 20 de outubro de 1932.

## Limites
O oblast de Amur faz divisa, ao norte, com a república da Iacútia; ao sul e a sudoeste, com a República Popular da China; a leste, com o território de Khabarovsk; a oeste com a província de Tchita e, a sudeste, com o Oblast Autónomo Judaico.

## Demografia
População:
- 2010=830 103[2]
- 2002=902 844 [3]
- 1989=1 057 781[4]

Segundo o censo de 2010, os russos étnicos totalizavam 775 590 habitantes ou 94,3% da população. Outros grupos étnicos importantes incluíam os ucranianos, com 16 636 habitantes (2%), os bielorrussos, com 4 162 habitantes (0,5%), e os tártaros, com 3 406 (0,4%). O restante da população residente identificava-se com mais de 120 diferentes grupos étnicos, cada um deles representando menos que 0,5% do total. Além disso, 7 879 pessoas não declararam etnicidade. Supõe-se que a proporção das etnias nesse grupo seja igual à do grupo que declarou etnia.